# Bantayan
Bantayan es un municipio filipino de primera clase, perteneciente a la provincia de Cebú, en las Bisayas Centrales.

## Historia
Hacia mediados del siglo XIX, el lugar tenía alrededor de 2513 casas. Aparece descrito en el primer volumen del Diccionario geográfico, estadístico, histórico de las Islas Filipinas (1850) de Manuel Buzeta Núñez y Felipe Bravo con las siguientes palabras:

BANTAYAN: pueblo que forma jurisd. civil y ecl. con los de Daan y Bagó, en la isla de su propio nombre, adyacente á la costa N. O. de la de Cebú, á cuyas prov. y dióc. se halla adscrita; sit. en los 127° 4' long., 10° 57' lat., en la costa oriental de la islita, terreno desigual y espuesto á los vientos del N. E. clima templado y saludable. Este pueblo con sus agregados, tiene como unas 2,513 casas de sencilla construccion, sirviéndolos un solo cura en lo espiritual; pero no asi en lo civil, que cada cual tiene su administracion especial. El term. es bastante quebrado y generalmente cubierto de monte, en el cual se hallan palmas y bejucos de muchas clases, caza, miel y cera que depositan las abejas. El terreno es de escasa fertilidad; sin embargo produce arroz, maiz, cacao, café, tabaco, algodon, legumbres y frutas. La ind. consiste en el beneficio de los prod. naturales y agrícolas, la pesca y algunos tejidos ordinarios. El com. se reduce al cambio del sobrante de sus prod. por otros artículos que recibe de las islas vecinas.
(Buzeta y Bravo, 1850, pp. 344-345)

En 2020, tenía censados 86 247 habitantes.